# Ермоловка (Пензенский район)
Ермо́ловка — село Пензенского района Пензенской области. Административный центр Ермоловского сельсовета.

## География
Село расположено в 35 км к западу от города Пензы. Расположено на реке Пенза. 

## История
Поселено в начале 18 века как имение Михаила Васильевича Ермолова, в 1710 году у него 9 дворов. В 1864 году в селе работали винокуренный завод, 4 поташных завода, 4 маслобойки (конопляное масло), мельница, к 1877 году открылось 2 лавки. В начале 21 века — государственное унитарное предприятие «Совхоз Прогресс» (с 1998). Ведет начало от созданного в 1919 «Ермоловского народного имения» на базе национализированного имения помещика Батицкого. При организации имел 30 плугов, 66 борон, из них 64 деревянных, 3 культиватора, 2 локомобиля и нефтяной двигатель, 11 голов КРС, 42 свиньи, 55 кур и 33 рабочих лошади. С 1932 по 1959 год Ермоловка входила в состав Телегинского района.
В 1950-е годы хозяйство расширилось за счет земель близлежащих колхозов. В 1960-е энерговооруженность на 1 работника возросла до 15 л.с., численность крупного рогатого скота доведена до 2,1 тысяч, свиней до 9 тысяч голов, валовое производство молока — до 27 тысяч центнеров, мяса — до 7,9 тысяч центнеров В 1971 совхоз был награждён высшим в СССР орденом Ленина. Свинарке З. Д. Ильиной Архивная копия от 10 ноября 2013 на Wayback Machine присвоено звание Героя Социалистического Труда. С 1971 по 1985 основные фонды сельского хозяйства возросли в 12,4 раза, производство зерна и молока почти в 2 раза, свинины в 5 раз. Наиболее высоких показателей хозяйство достигло в 1984-90 годах. В эти годы производилось более 48 тысяч центнеров мяса, надои составляли 4,5 тысяч кг на корову, урожайность зерновых — 25 центнеров с гектара.

## Население
| 1782  | 1864  | 1877  | 1897  | 1911  | 1926  | 1930  |
| ----- | ----- | ----- | ----- | ----- | ----- | ----- |
| 428   | ↗726  | ↗753  | ↘745  | ↘690  | ↗984  | ↘922  |
| 1939  | 1959  | 1979  | 1989  | 1996  | 2002  | 2010  |
| ↗1515 | ↘1322 | ↗1760 | ↗2498 | ↗2625 | ↘2463 | ↘2437 |

## Инфраструктура
В начале 21 века — государственное унитарное предприятие «Совхоз Прогресс» (с 1998 года). На 1.1.2004 в селе имелось 962 хозяйства, проживало 2505 жителей.
Так же, в селе располагается площадка «Прогресс» Васильевской птицефабрики. В селе уверенно принимается мобильная связь операторов Билайн, МегаФон и СМАРТС. Имеются продуктовые и хозяйственные магазины, кафе и парикмахерская. До села ходит рейсовый автобус три раза в день. В селе имеется школа и детский сад.

## Известные жители и уроженцы
- Пихтелёва, Мария Михеевна (1924—2016) — Герой Социалистического Труда.